# Erythrochiton giganteus
Erythrochiton giganteus là một loài thực vật thuộc họ Rutaceae. Đây là loài đặc hữu của Ecuador.